# Didier Rimaud
Didier Rimaud SJ (* 6. August 1922 in Carnac; † 24. Dezember 2003 in Lyon) war ein französischer Dichter und Komponist geistlicher Lieder.

## Lebenslauf
In einer großen, musikalisch regen Familie in Lyon aufgewachsen trat Rimaud 1941 der Gesellschaft Jesu bei. Nach seinem Noviziat wurde Rimaud Mitglied der Petits chanteurs de Provence. 1955 erfolgte die Priesterweihe.
Über das Nationale Zentrum für liturgische Pastoral (Centre national de pastorale liturgique, CNPL), war Rimaud seit den 1950er Jahren an der Erstellung und Übersetzung französischsprachiger liturgischer Texte beteiligt. Gleichzeitig war er Ratgeber im Rahmen der liturgischen Erneuerung. Darüber hinaus hielt er eine Versammlung und Beratung vieler Bischöfe für notwendig. Nach eigenen Aussagen freute es ihn, seine oft anonym verfassten Texte in der Liturgie zu vernehmen.
1952 veröffentlichte Rimaud mit Seigneur, venez („Komm, Herr“) sein erstes Lied.
Als der Jesuitenorden nach dem 2. Vatikanischen Konzil seine Mitglieder ermahnte, in Verkündigung und sozialem Engagement nicht nachzulassen, war dies Anregung für Rimauds weiteres Schaffen. Mit dem 2. Vaticanum sei die Notwendigkeit, die Zahl der französischen liturgischen Gesänge zu vermehren, gewachsen. In der Folgezeit arbeitete er bevorzugt mit Jacques Berthier, Jo Akepsimas, Joseph Gelineau oder Christian Villeneuve zusammen.
Daneben gehörte Rimaud zu den Mitarbeitern einer französischen Bibelübersetzung. Die Übersetzung hatte insbesondere die für die Liturgie typische Situation des Vorlesens und Hörens im Blick. Erste Passagen fanden seit den 1970er Jahren Eingang die Messfeiern. Der alttestamentliche Kanon wurde bis zum Jahr 2000 noch nicht vollständig übertragen.

## Werke
- Mitübersetzer liturgischer Texte und einer für den liturgischen Gebrauch bestimmten Bibel
- Texte für mehr als 200 geistliche Gesänge, darunter die mit Jo Akepsimas verfassten Lieder:
  - „Quand il disait à ses amis“ (Prières et chant du Peuple de Dieu 314 / I 165-1)
  - „Qui es-tu, roi d’humilité?“ (Arc-en-ciel 380)

Bücher
- Les arbres dans la mer. Desclée, Paris 1975, ISBN 978-2-7189-0058-2.
- Des grillons et des anges. Desclée, Paris 1997, ISBN 978-2-7189-0153-4.
- À force de colombe. Band 1: Le Cerf, Paris 1994, ISBN 978-2-204-05058-6; Band 2: Le Cerf, Paris 2007, ISBN 978-2-204-08391-1.
- La prairie de Genèse et autres contes. Editions Saint-Augustin, Saint-Maurice 1999, ISBN 2-88011-163-3.
- Grâce à Dieu. Editions Saint-Augustin, Saint-Maurice 2002, ISBN 2-88011-269-9.